# Panicum vaseyanum
Panicum vaseyanum är en gräsart som beskrevs av Frank Lamson Scribner och William James Beal. Panicum vaseyanum ingår i släktet vipphirser, och familjen gräs. Inga underarter finns listade i Catalogue of Life.